# Mladi liberali Crne Gore

Mladi liberali Crne Gore politički su podmladak Liberalne partije Crne Gore koji okuplja sve mlade ljude koji vjeruju u ideje liberalzma i liberalne demokracije. Osnovani su 1990. godine kao podmladak Liberalnog saveza Crne Gore, a od 2004. godine, kada je LSCG zamrznuo svoj rad, nastavljuju svoju djelatnost u okviru Liberalne partije. Članstvo MLCG su svi članovi Liberalne partije od 18 do 30 godina. Mladi liberali članovi su Evropske liberalne omladine (LYMEC), podmlatka Saveza liberala i demokrata za Evropu, ALDE

## Politički profil
Mladi liberali Crne Gore su jedina organizacija mladih liberala u Crnoj Gori i jedina organizacija koja okuplja mlade ljude oko ideja liberalizma. Mladi liberali sastavni su dio Liberalne partije Crne Gore u okviru koje uživaju autonomiju. Rad Mladih liberala prepoznatljiv je od 1990.-ih godina kada su bili aktivni učesnici antiratnog pokreta i pokreta za suverenu državu Crnu Goru koji je predvodio Liberalni savez. Danas Mladi liberali u Crnoj Gori prepoznati su kao progresivna snaga koja inicira društvene reforme i pokreće široke debate na temeljima liberalizma o mnogim tabu temama konzervativnog društva. Slobodan pojedinac u slobodnom društvu jedan je od glavnih programskih ciljeva Mladih liberala.

## Struktura organizacije
Ustrojstvo organizacije određeno je Statutom Mladih liberala. Organizacija MLCG oslanja se na administrativni podjelu Crne Gore i djeluje pri odborima Liberalne partije u svakoj općini. Radom MLCG koordinira sekretar organizacije kao i potpredsjednik LPCG zadužen za mlade.
Organi Mladih liberala su:
- Konferencija Mladih liberala bira predsjednika Mladih liberala, bira ostale organe Mladih liberala, donosi Statut i Porogram, utvrđuje političke smjernice djelovanja između dvije konferencije, usvaja deklaracije i rezolucije i obavlja druge propisane poslove.

- Predsjednik Mladih liberala predstavlja i zastupa Mlade liberale, predsjednik saziva i rukovodi radom Predsjedništva i Konferencije, obavlja druge poslove određene Statutom.

- Predsjedništvo Mladih liberala kreira i vodi politiku, sprovodi odluke Konferencije, predlaže Konferenciji programske i druge akte. Ono je upravno i izvršno tijelo Mladih liberala i čine ga predsjednici svih Opštinskih organizacija mladih.

Članovi predsjeništva su:
- Ammar Borančić - predsjednik
- Luka Vučinić - potpredsjednik
- Nikola Obradović - potpredsjednik
- Alen Erović - član Predsjedništva
- Luka Vučinić - član Predsjedništva
- Nikola Obradović - član Predsjedništva
- Simo Novaković - član Predsjedništva
- Jelena Radonjić - članica Predsjedništva
- Nikola Jurić - član Predsjedništva
- Satka Hajdarpašić - koordinatorka mladih LPCG

## Članstvo u međunarodnim organizacijama
- Evropski mladi liberali (LYMEC)
- Mreža mladih liberala jugoistočne europe (ISEEL)

## Vanjske poveznice
- Službena stranica LPCG
- Stranica Mladih liberala Crne Gore na Facebook-u
- Blog Mladih liberala CG
- Mladi liberali jugoistočne Europe ISEEL[neaktivna poveznica]